# Haroun Tazieff
Haroun Tazieff (Varsavia, 11 maggio 1914 – Parigi, 2 febbraio 1998) è stato un ingegnere, agronomo e geologo franco-belga d'origine polacca, pioniere della divulgazione della vulcanologia al grande pubblico e della ricerca sui gas nei dinamismi eruttivi; tra le varie attività, fu anche sportivo a livello dilettantistico nel calcio, nel pugilato e nel rugby a 15.

## Biografia
Haroun Tazieff è nato a Varsavia nel 1914, quando era ancora parte del Impero russo zarista da un padre tartaro dottore in medicina e da una madre polacca, chimica e dottoressa in scienze naturali e licenziata in scienze politiche. Dopo la morte del padre al fronte durante la prima guerra mondiale è emigrato con la madre in Belgio dove è rimasto apolide fino al 1936, quando ha ottenuto la nazionalità belga. Studioso, calciatore (era iscritto all'RWD Molenbeek di Bruxelles) ma soprattutto rugbista e pugile (campione universitario del Belgio e poi campione provinciale del Katanga), compagno di Jacques-Yves Cousteau, è stato geologo e vulcanologo sul battello Calypso. Ha seguito studi in Russia e in Belgio dove si è diplomato come ingegnere agronomo presso la facoltà di scienze agronome di Gembloux. Nel 1938 ha combattuto durante la seconda guerra mondiale e si è diplomato ingegnere geologo all'università di Liegi nel 1944. È stato naturalizzato francese nel 1971 ed è deceduto il 2 febbraio 1998. Ora è sepolto nel cimitero di Passy a Parigi

## Carriera scientifica
È stato nell'ordine:
- assistente di facoltà in entomologia;
- ingegnere nelle miniere di stagno di Katanga (ex Congo belga), nel 1945;
- geologo al servizio del Congo belga, l'eruzione del Kituro che studiò nel 1948 determinò la sua passione per i vulcani e gli fece iniziare a studiare attivamente la fenomenologia delle eruzioni e della loro previsione, e nella diffusione pubblica della vulcanologia;
- insegnante all'università libera di Bruxelles nel 1957 dove creò il centro nazionale di vulcanologia;
- insegnante alla facoltà di scienze, nel 1958 è nominato direttore del laboratorio di vulcanologia dell'Institut de physique du globe de Paris. Comincia una lunga serie di spedizioni vulcanologiche (Valle dei Diecimila Fumi in Alaska, depressione dell'Afar, Nyiragongo, Erta Ale, monte Erebus e altri come Etna, Faial e La Grande Soufrière di Guadalupa,...;
- insegnante presso la facoltà di scienze di Orsay;
- nel 1972, maestro e poi direttore di ricerca al CNRS, dove si specializza ulteriormente sui gas eruttivi;
- presidente del consiglio scientifico dell'istituto di vulcanologia (Roma, Catania, Pisa) ;
- responsabile del servizio vulcanologico dell'Institut de physique du globe de Paris e responsabile della sorveglianza della Pelée in Martinica e Grande Soufrière di Guadalupa dal 1973 al 1976.
- commissario allo studio e alla prevenzione delle catastrofi naturali nel 1981.

Dal 1984 al 1986 fu segretario di stato incaricato della prevenzione tecnologica delle catastrofi naturali.
Haroun Tazieff fu anche uno dei pionieri della teoria della tettonica a placche. A partire dal 1967 le sue spedizioni in Etiopia hanno dimostrato l'origine oceanica dei sistemi vulcanici attivi nella regione.

## L'eruzione della Soufrière
In seguito a delle manifestazioni inquietanti del vulcano della Soufrière  nel 1976, una violenta polemica ha opposto Haroun Tazieff a Michel Feuillard, direttore dell'osservatorio vulcanologico di Guadalupa e a Claude Allègre, allora suo superiore all'Institut de Physique du Globe de Paris. Questi, insieme al professor Brousse, si fondavano su delle analisi allarmanti mostranti la presenza di magma fresco nelle zone circostanti il vulcano, consigliando l'evacuazione di 70 000 abitanti vicini, mentre Tazieff, di ritorno da un viaggio all'equatore, fondandosi su una personale esperienza sul campo, affermò che non ce n'era e che il vulcano si sarebbe calmato senza alcun rischio di esplosioni piroclastiche. Dopo litigi e confronti finalmente si capì che il primo test era errato e la Soufrière non esplose e non provocò alcun danno.

## Cinema
regia
- The Forbidden Volcano (1961) – documentario
- Le volcan interdit (1966) – documentario
- L'Erta Ale (1973) – documentario
- Afar, Continental Drift (1977) – documentario

protagonista e regia
- Appuntamento con il diavolo (Les rendez-vous du diable, 1959) – documentario

protagonista
- Le gouffre de la Pierre Saint-Martin, regia di Michel Bernheim (1953)
- Entre terre et ciel, regia di Gaston Rébuffat (1961)
- Haroun Tazieff: The Poet of Fire, regia di Eric Beauducel (2019)

## Televisione
- L'homme du Stromboli, regia di Jean Pradinas (ORTF, 1963) (Serie Les coulisses de l'exploit) – documentario con commenti di H.T.
- Haroun Tazieff raconte Sa terre (TF1, 1984) – serie in 6 episodi
- Etna 1989 (1991)
- Le feu de la Terre (France 2, 1994) – serie in 6 episodi